# Messapus
Messapus es un género de arañas araneomorfas de la familia Corinnidae. Se encuentra en África Oriental y África austral.

## Lista de especies
Según The World Spider Catalog 12.0:
- Messapus martini Simon, 1898
- Messapus secundus Strand, 1907